# Sminthopsis gilberti
Sminthopsis gilberti — вид родини сумчастих хижаків, ендемік Австралії, що обмежується Західною Австралією. Живе на пустищах, малі-скребах (чагарникові, головним чином евкаліптові, зарості жорстколистої дерев'янистої рослинності напівпосушливих районів південної Австралії), чагарниках, відкритих рідколіссях. Вага: 14—25 гр.

## Етимологія
Ви названий на честь Джона Гілберта (англ. John Gilbert, 1812-1845).

## Загрози та охорона
Здається, немає серйозних загроз для виду. Солоність і підвищення рівня ґрунтових вод через деградацію земель є загрозою для деяких місць проживання. Присутній в кількох природоохоронних територіях.